# Encore (álbum de Eminem)
| Críticas profissionais | Críticas profissionais |
| Pontuações agregadas   | Pontuações agregadas   |
| Fonte                  | Avaliação              |
| ---------------------- | ---------------------- |
| Metacritic             | [ 1 ]                  |
| Avaliações da crítica  |                        |
| Fonte                  | Avaliação              |
| Allmusic               | [ 2 ]                  |
| Blender                | [ 3 ]                  |
| Entertainment.ie       | [ 4 ]                  |
| HipHopDX               | [ 5 ]                  |
| Pitchfork Media        | (6.5/10)               |
| Robert Christgau       | (A)                    |
| Rolling Stone          | [ 8 ]                  |

Encore é o quinto álbum de estúdio lançado pelo rapper americano Eminem. O álbum era para ter sido lançado dia 16 de novembro de 2004, mas foi antecipado para o dia 12 de novembro por causa do vazamento na internet. 

## Recepção
Encore vendeu 710,000 nos três primeiros dias do lançamento, no entanto estreou em #1 lugar na Billboard Top 200 da semana. Na semana seguinte, foram vendidas 871,000 cópias estimadas, ficando mais uma vez em #1 na semana. O álbum vendeu 1.582.000 cópias em suas primeiras duas semanas do lançamento, no Estados Unidos, em novembro de 2004.
Eventualmente, em 27 de dezembro de 2007, a RIAA certificou o álbum quatro vezes platina nos Estados Unidos, e ficando como terceiro álbum mais vendido em 2004, com 3,517,097 de unidades vendidas, e vigésimo sétimo mais vendido em 2005 com vendas de 1,385,256, totalizando 5.1 milhões de cópias até outubro 2008. Vendeu cerca de 11 milhões de cópias no mundo todo.
Encore foi nomeado para disputar o Grammy Awards em 2005 para "Melhor Álbum de Rap", mas perdeu para The College Dropout do rapper Kanye West. Era a primeira vez que Eminem não levava essa categoria, desde The Slim Shady LP, The Marshall Mathers LP, e The Eminem Show. A canção "Encore", que conta com a participação de 50 Cent e Dr. Dre, foi indicada para disputar o Grammy em 2006 na categoria "Melhor Performance de Rap por um Duo ou Grupo". A canção "Mockingbird" também foi indicada ao Grammy em 2006 na categoria "Melhor Performance de Rap Solo", mas perdeu para "Gold Digger" de Kanye West. 

## Lista de faixas
| N.º | Título                                                  | Produtor(es)           | Duração |  |
| 1.  | "Curtains Up" (skit)                                    |                        | 0:47    |  |
| 2.  | "Evil Deeds"                                            | Dr. Dre                | 4:20    |  |
| 3.  | "Never Enough" (feat. Nate Dogg, 50 Cent)               | Dr. Dre, Mike Elizondo | 2:40    |  |
| 4.  | "Yellow Brick Road"                                     | Eminem, Luis Resto     | 5:46    |  |
| 5.  | "Like Toy Soldiers"                                     | Eminem, Luis Resto     | 4:57    |  |
| 6.  | "Mosh"                                                  | Dr. Dre, Mark Batson   | 5:18    |  |
| 7.  | "Puke"                                                  | Eminem, Luis Resto     | 4:08    |  |
| 8.  | "My 1st Single"                                         | Eminem, Luis Resto     | 5:03    |  |
| 9.  | "Paul" (skit)                                           |                        | 0:32    |  |
| 10. | "Rain Man"                                              | Dr. Dre                | 5:14    |  |
| 11. | "Big Weenie"                                            | Dr. Dre                | 4:27    |  |
| 12. | "Em Calls Paul" (skit)                                  |                        | 1:12    |  |
| 13. | "Just Lose It"                                          | Dr. Dre, Mike Elizondo | 4:09    |  |
| 14. | "Ass Like That"                                         | Dr. Dre, Mike Elizondo | 4:26    |  |
| 15. | "Spend Some Time" (feat. Obie Trice, Stat Quo, 50 Cent) | Eminem, Luis Resto     | 5:11    |  |
| 16. | "Mockingbird"                                           | Eminem, Luis Resto     | 4:11    |  |
| 17. | "Crazy in Love"                                         | Eminem, Luis Resto     | 4:02    |  |
| 18. | "One Shot 2 Shot" (feat. D12)                           | Eminem, Luis Resto     | 4:27    |  |
| 19. | "Final Thought"                                         |                        | 0:30    |  |
| 20. | "Encore/Curtains Down" (feat. Dr. Dre, 50 Cent)         | Dr. Dre, Mark Batson   | 5:48    |  |

| Shady Collector's Edition — Disco bônus |                   |                    |         |  |
| N.º                                     | Título            | Produtor(es)       | Duração |  |
| 1.                                      | "We as Americans" | Eminem, Luis Resto | 4:36    |  |
| 2.                                      | "Love You More"   | Eminem, Luis Resto | 4:44    |  |
| 3.                                      | "Ricky Ticky Toc" | Eminem, Luis Resto | 2:53    |  |

## Singles e gráfico de posições
| Ano  | Canção                 | Gráfico de posições | Gráfico de posições | Gráfico de posições | Gráfico de posições | Gráfico de posições | Gráfico de posições |
| Ano  | Canção                 | Billboard Hot 100   | UK Top 40           | Hot Rap Singles     | Rhythmic Top 40     | Top 40 Mainstream   | Top 40 Tracks       |
| 2004 | "Just Lose It"         | #6                  | #1                  | #7                  | #3                  | #5                  | #4                  |
| 2004 | "Mosh"                 | -                   | -                   | -                   | -                   | -                   | -                   |
| 2004 | "Encore/Curtains Down" | #25                 | -                   | #20                 | #15                 | #19                 | #13                 |
| 2005 | "Like Toy Soldiers"    | #34                 | #1                  | -                   | #33                 | #24                 | #35                 |
| 2005 | "Mockingbird"          | #11                 | #4                  | #10                 | #6                  | #6                  | #10                 |
| 2005 | "Ass Like That"        | #60                 | #4                  | -                   | #29                 | -                   | -                   |